# セールスエンジニアリング
セールスエンジニアリング（しばしばフィールドアプリケーションエンジニアリングとも呼ばれる）はエンジニアリングとセールスの組み合わせで、製品のメーカー、製品の販売および代表する販売店、あるいはエンジニアリングコンサルティングなど、サービスの提供者といった顧客に対して技術的な支援を提供する。

## 職務
この仕事の目的は、潜在顧客が購入可能なソリューションを理解し、比較し、対照する事を援助し（プリセールスの役割)、導入にあたっての問題解決、つまり購入決定が行われた後にソリューションが問題なく機能するか確認する事を援助し（ポストセールスの役割)、このような支援を顧客に提供する事でセールスエンジニアの雇い主の販売を最大化する（セールスエンジニアという肩書きに"セールス"が入る仕事の一面）。市場で、後者の目的が本質的に利益相反行為（COI）が関係していると理解されているのは、理想的なソリューションや問題解決には競合製品やサービスの推奨を含む可能性が常にあり、同時にセールスエンジニアは顧客をこの方向に向けないようにする圧力の下にあるからである。このため、顧客はセールスエンジニアの助言を購入者警戒心理の傾向でとらえる。それでも、セールスエンジニアは通常は顧客に対して実質的な価値を提供するので、一般的な話半分に聞く態度にもかかわらず関係が持続する理由ともなる。セールスエンジニアの別の職務は、対象となる商品や技術の知識を持っていないものの利用（アプリケーション）の可能性がある潜在ユーザーに対して、修正、改良、および最新のテクノロジーを紹介する事である。これを達成するために、セールスエンジニアはトレーニングセッションやデモンストレーションを行う。
セールスエンジニアを採用する企業は収益を上げるために製品やサービスを販売する必要があるが、通常エンジニアや科学者は販売活動に必要とされるものとは大幅に異なる人格的性向を持っているため、能力の組み合わせを持っている人材の役割がある。そのような個人は、企業が提供する複雑なものを技術的に理解し、営業スキルも同時に必要とされる。このような性向の組み合わせは一般的ではない。 
大企業や機関が購入する製品やサービスは高度に複雑である。例えば、航空、軍事、ITシステム（通信、データベース、および物流やCRM目的の関連アプリケーション）などが挙げられる。セールスエンジニアは顧客に対して提供する製品やサービスを最適に利用する方法について助言する。また社内の設計、生産、エンジニアリング、研究開発部門と共同して、顧客の需要に合わせて製品およびサービスを作成および修正する方法について検討する。セールスエンジニアリングのこの側面は重要で、仕事の本質的なCOI（前述）に直面しても人格的な整合性（倫理的な意味で）を保つ事ができる。セールスエンジニアが顧客の特定の要求に対して企業のソリューションを合わせる事ができると論理的に顧客に伝える事ができれば、嘘をつく（競合製品あるいはサービスを無視あるいは消極的に伝える）必要がなくなる。これは簡単でも安価でもないので、過大な約束や過小な納品を避けるために常に線引きが必要となる。 
セールスエンジニアは時間の2割から7割を出張に使い、支援する営業組織の需要のため柔軟な予定で作業する。セールスエンジニアの多くはオンライン出勤し、社内では限られた時間しか費やさない。社内、外出先からの遠隔会議、ビデオ会議、ウェブ会議を活用する。 
セールスエンジニアは営業担当者と同様に、本社あるいは支社事務所の近隣性ではなく、在住している地域に基づいて採用される。企業支社のある国内の別の場所あるいは国外で勤務しているので、セールスエンジニアは企業本社に1年に数回のみ出社する。

## 報酬
組織内のセールスエンジニアと他の役割の主な相違点は、通常セールスエンジニアは営業担当者と同様に給料に加えてコミッションで報酬を受ける。このコミッションは通常は営業担当者に支払われる際に支払われる。かなりまれに、セールスエンジニアが基本給料に加えてボーナスで補償される。ボーナスは割り当てられた区域内であげた収益に基づく、MBOボーナスとして設定される、あるいはその2つの組み合わせとなる。どちらの場合にも、セールスエンジニアは営業担当者よりも比較的高く、組織内の従来のエンジニアよりも顕著に高い基本給料を受ける。

## 参照
1. ↑  Mourer, D., 2008, Sales Engineer MBOs, thesalesengineer.com